# Aline De Senezcourt

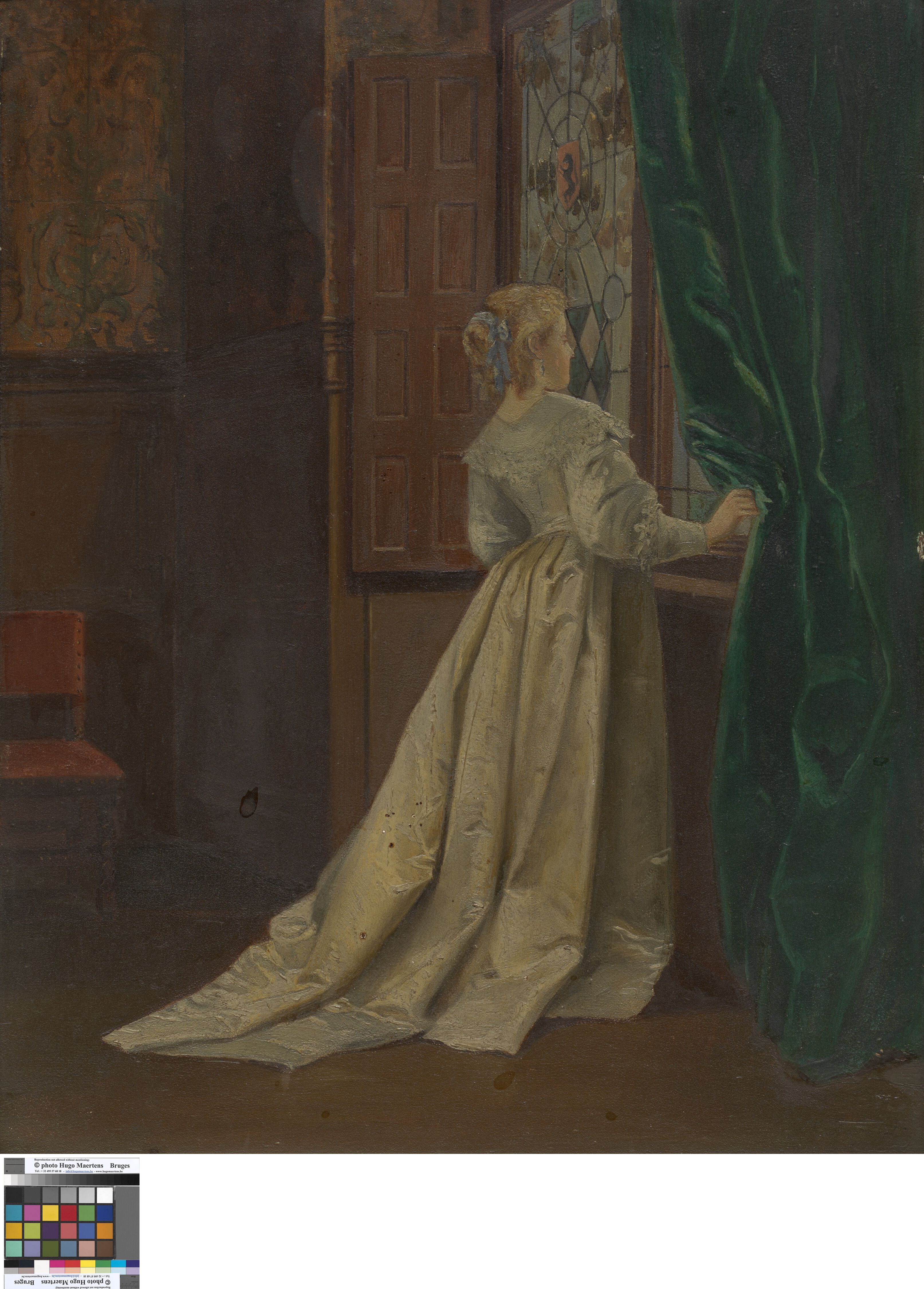
Vrouw aan een venster, 19de eeuw.
Musea Brugge

Aline De Senezcourt (16 oktober 1822 – 12 maart 1900), meisjesnaam Aline Deligne, was een Belgische schilderes die actief was tussen 1853 en 1875. Samen met andere kunstenaars zoals Anna Boch, Louise De Hem, Jenny Montigny, en Louise Roland-Brohée droeg De Senezcourt bij aan de manier waarop vrouwen werden afgebeeld in kunst.

## Biografie
Aline De Senezcourt werd geboren in Brussel, België, op 16 oktober 1822. Ze was getrouwd met Jules De Senezcourt en samen hadden ze een dochter genaamd Charlotte. Aline overleed op 12 maart 1900 in Schaarbeek.
Haar artistieke stijl werd gekenmerkt door serene en ontspannen sferen, die de sociale idealen van vrouwelijkheid weerspiegelden die gangbaar waren in de late negentiende eeuw. Haar werken portretteerden vaak vrouwen in huiselijke scènes of tijdens vrijetijdsactiviteiten.
- RKD-Nederlands Instituut voor Kunstgeschiedenis: 21000
- Union List of Artist Names: 500171358
- Virtual International Authority File: 96671916